# Shemsu Hor
Los Shemsu Hor (egipcio:Smsw Ḥr) eran los "seguidores de Horus". El concepto evolucionó con el tiempo: se  ha llamado así a una serie de reyes míticos que gobernaron Egipto antes que los reyes predinásticos. 
Primeramente eran criaturas sobrenaturales que acompañaron y protegieron a Horus en sus luchas contra Seth y fueron honradas en los santuarios y templos de Horus. En textos funerarios, aparecen purificando a los fallecidos en su viaje al Más Allá. Por esto, también se dio ese nombre a los sacerdotes que se ocupaban de los ritos funerarios. Horus, una vez vencido a Seth, sucedió a su padre Osiris y posteriormente, dejaría el gobierno a los reyes míticos, que la tradición denominaría como Shemsu Hor.

## Semidioses

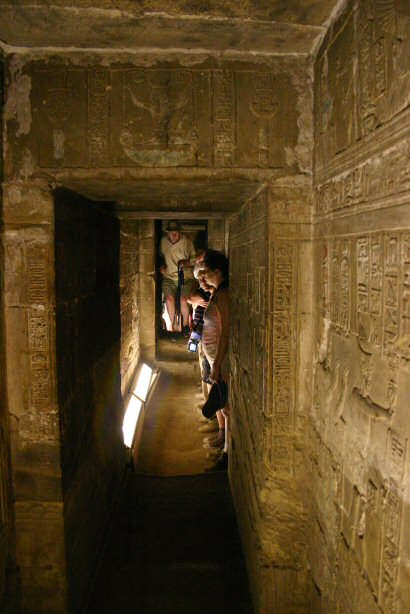
Cripta del templo de Dendera.

Según el Canon Real de Turín, los Smsw Ḥr gobernaron Egipto durante seis mil años, entre el reinado de los dioses y los primeros faraones.
Manetón, historiador egipcio del siglo III a. C. que recibió el encargo del faraón Ptolomeo II Filadelfo de escribir la Historia de Egipto y que tenía acceso a la biblioteca del templo de Ra en Heliópolis (en donde era sacerdote), aseguró que gobernaron Egipto alrededor de 6.000 años, justo después de los "semidioses y reyes" de épocas anteriores. Antes que estos últimos, habían dirigido el país los "dioses". Lo único que resta de la Aegyptíaka nos ha llegado a través de Eusebio de Cesarea. Tras los dioses reinaron los héroes durante 1.255 años, a los que siguieron unos reyes que gobernaron 1.817 años. Más tarde gobernaron 30 reyes de Menfis cuyos reinados suman en total 1.790 años. Les sucedieron diez reyes de Tis durante 350 años, y después de éstos llegaron los Shemsu Hor, que reinaron durante 5.813 años. Tras ellos llegó el primer rey dinástico, Menes, que gobernó el Valle del Nilo desde el año 3100 a. C.
Según Jacqueline Moreira de la Universidad de São Paulo, los Shemsu Hor podrían estar representados en la Paleta de Narmer, lo que según ella sugiere que la paleta es muy anterior a Narmer, de un periodo en que Egipto estaba muy influenciado por el culto a Horus: 

Nuestro otro supuesto es que el faraón y sus compañeros son los que la tradición egipcia sitúa en un remoto tiempo de su civilización, los Shemsu Hor que ejercieron un papel importante en la configuración del país como Imperio unido... en la Paleta estarían bien representados los Shemsu Hor en tres grupos distintos: un grupo no-humano, cuyos componentes acompañaban a Horus y tienen un papel clave en el viaje de los muertos, un segundo grupo que está ligado directamente a los antiguos gobernantes, anteriores a la primera de las dinastías de faraones, y que se refieren también a la ciudad de Nejen (tradicionalmente el hogar original de Horus, que coincide exactamente con el lugar donde la Paleta fue encontrada) y un tercer grupo de guerreros que han trabado batalla con los seguidores de Seth.

## Versiones
- En Las Enseñanzas de Ptahhotep se usa la expresión Sms Hr, traducida correctamente como seguidor de Horus, siendo imposible que signifique compañero de Horus: El hijo que escucha es un seguidor de Horus.[4]
- En las inscripciones de la Tumba de Rejmira ocurre lo mismo: se dice: Tu boca está lavada, tu natrón es la purificación de los dioses, los seguidores de Horus: aquí se refiere a los sacerdotes encargados de los ritos funerarios.[5]
- En el Canon Real de Turín se emplea esa expresión en relación con el pasado legendario como nombre común de los reyes que gobernaron las Dos Tierras después de los dioses, pero no hay fuente académica alguna que indique la traducción compañero de Horus.
- En los Textos de las Pirámides también aparecen los Shemsu Hor, como encargados de la purificación del faraón en el Campo de los Juncos (TP 26, TP 921, TP 1245). Según estos mismos textos, Horus y Seth se enfrentaron con sus respectivos seguidores en el Campo de la Contienda; El difunto faraón debía ayudar a Horus, convirtiéndose en Sms Hr, a recuperar su Ojo. El profesor Jorge Roberto Ogdon traduce como mensajero de Horus.[6]

### Citas
1. ↑  Kinnaer: op. cit.
2. ↑  Maneton: op. cit., pág. 17 y ss.
3. ↑  Moreira: op. cit., pág. 5.
4. ↑   Sánchez Rodríguez: op.cit., 41:16.
5. ↑  Soria Trastoy: op. cit., episodio 4.
6. ↑  Ogdon: op. cit., capítulo 5 El mensajero de Atum.